# キルシュヴァッサー

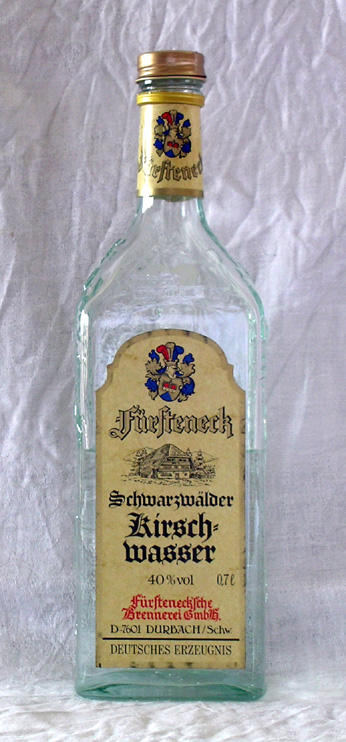
シュヴァルツヴァルトで生産されたキルシュヴァッサーのボトル（ドイツ産、アルコール度数 40 %）

キルシュヴァッサー（ドイツ語: Kirschwasser）は、蒸留酒の一種。種子ごと潰したサクランボ（ドイツ語: Kirsche）を醗酵させ、6週間前後寝かせた後に蒸留した無色透明のスピリッツである。主にドイツ南部からオーストリア、スイスにかけた地域で生産され、とくにドイツ・シュヴァルツヴァルト地方の名産品として知られている。
片仮名表記の場合、キルシュワッサー、キルシワッサーなどと書かれることもある。キルシュと呼ばれることも多い。
なお、サクランボ果汁を醗酵させるのではなく、サクランボをエタノール漬けした後に蒸留して作られた蒸留酒はキルシュガイスト (ドイツ語: Kirschgeist) と呼ばれ、キルシュヴァッサーとは明確に区別される。

## 用途
- スポンジケーキに塗るシロップの香り付けなど主に製菓用に使われ、代表的なものにシュヴァルツヴェルダー・キルシュトルテがある。
- カクテルの材料としても使用されることがある。例えば、アカシアなど。
- 北部ドイツではストレートでも飲用される。ビールをチェイサーとして交互に呑む他、食後酒としても用いられる。